# Ermida de Nossa Senhora da Boa Viagem (Criação Velha)

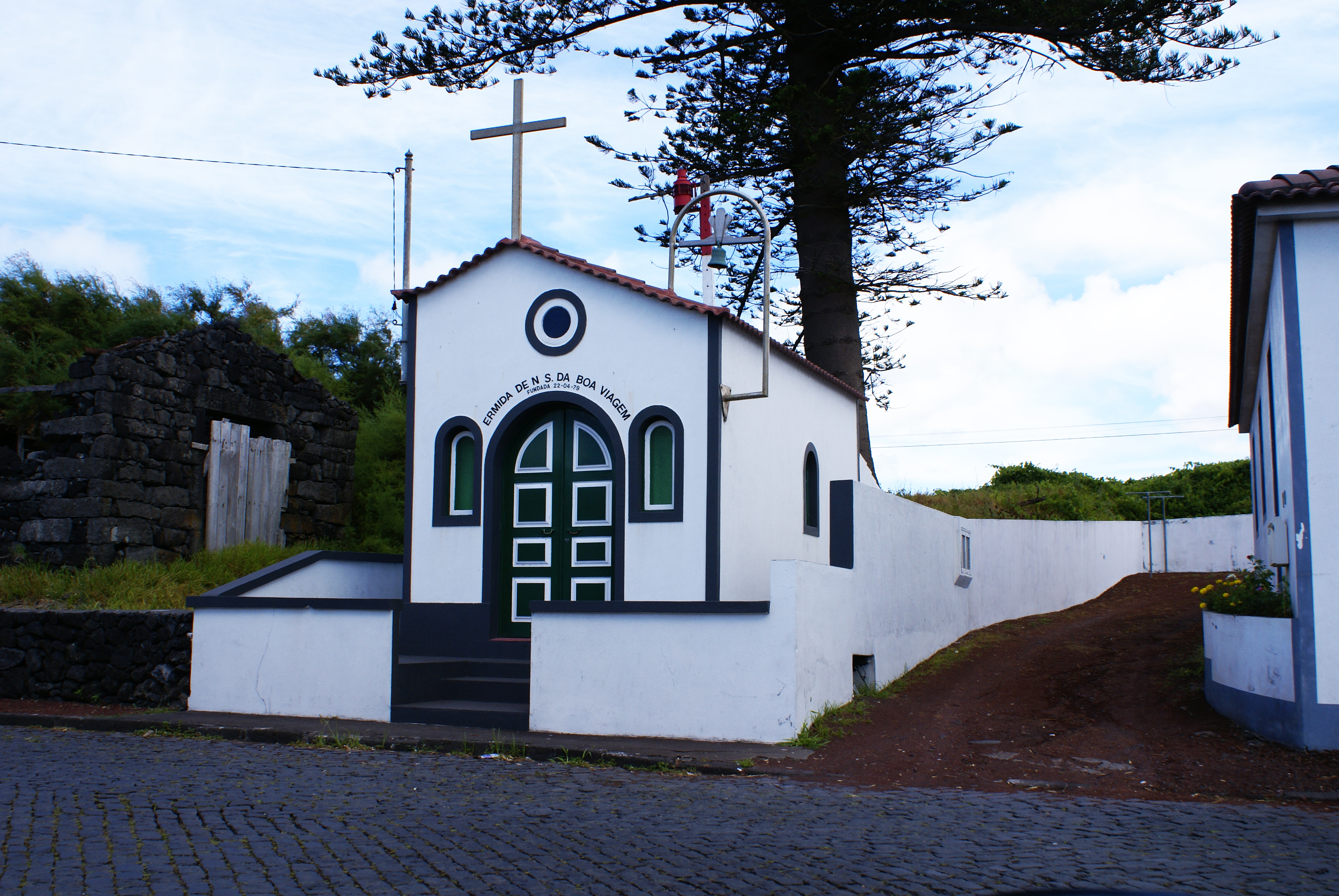
Ermida de Nossa Senhora da Boa Viagem, Criação Velha.

A Ermida de Nossa Senhora da Boa Viagem localiza-se na freguesia da Criação Velha, concelho da Madalena do Pico, na ilha do Pico, nos Açores.

## História
Esta ermida, sob a invocação de Nossa Senhora da Boa Viagem, foi erguida em 22 de abril de 1979, conforme cartela na sua fachada.